# Roztoky (přírodní rezervace)
Roztoky je přírodní rezervace v oblasti Poloniny.
Nachází se v katastrálním území obce Hrabová Roztoka v okrese Snina v Prešovském kraji. Území bylo vyhlášeno v roce 1988 na rozloze 1,0296 ha. Ochranné pásmo nebylo stanoveno.